# Anton Zin'kovskij
Anton Alekseevič Zin'kovskij (in russo Антон Алексеевич Зиньковский?; Novorossijsk, 14 aprile 1996) è un calciatore russo, attaccante del Kryl'ja Sovetov Samara in prestito dallo Spartak Mosca.

## Caratteristiche tecniche
È un'ala sinistra.
Non è mai stato un grande goleador ma, in compenso, fornisce molti assist.

## Carriera

### Club
Ha esordito in Prem'er-Liga il 2 marzo 2019 disputando l'incontro pareggiato 2-2 contro la Lokomotiv Mosca.
Ha giocato 4 anni, dal 2019 al 2022, al Kryl'ja Sovetov, con il quale ha messo a segno 16 reti in 114 partite in tutte le competizioni.
Durante il mercato estivo del 2024 è tornato al Kryl'ja Sovetov in prestito dallo Spartak Mosca, squadra con cui ha giocato due stagioni, dal 2022 al 2024, mettendo a segno 7 reti.

### Nazionale
Dopo avere rappresentato le selezioni giovanili russe, il 23 marzo 2023 esordisce con la nazionale maggiore nell'amichevole pareggiata per 1-1 contro l'Iran.

## Statistiche
Statistiche aggiornate al 26 marzo 2025.

### Presenze e reti nei club
| Stagione                      | Squadra                       | Campionato                    | Campionato | Campionato | Coppe nazionali | Coppe nazionali | Coppe nazionali | Coppe continentali | Coppe continentali | Coppe continentali | Altre coppe | Altre coppe | Altre coppe | Totale | Totale | Totale |
| Stagione                      | Squadra                       | Comp                          | Pres       | Reti       | Comp            | Pres            | Reti            | Comp               | Pres               | Reti               | Comp        | Pres        | Reti        | Pres   | Reti   |        |
| ----------------------------- | ----------------------------- | ----------------------------- | ---------- | ---------- | --------------- | --------------- | --------------- | ------------------ | ------------------ | ------------------ | ----------- | ----------- | ----------- | ------ | ------ | ------ |
| 2014-2015                     | Čertanovo                     | PPF                           | 19         | 3          | CR              | 0               | 0               |                    | -                  | -                  |             | -           | -           | 19     | 3      |        |
| 2015-2016                     | Čertanovo                     | PPF                           | 19         | 3          | CR              | 2               | 0               |                    | -                  | -                  |             | -           | -           | 21     | 3      |        |
| 2016-gen.2017                 | Zenit-2                       | 1D                            | 8          | 0          |                 | -               | -               |                    | -                  | -                  |             | -           | -           | 8      | 0      |        |
| 2016-2017                     | Čertanovo                     | PPF                           | 10         | 1          | CR              | 2               | 1               |                    | -                  | -                  |             | -           | -           | 12     | 2      |        |
| 2017-2018                     | Čertanovo                     | PPF                           | 26         | 18         | CR              | 3               | 0               |                    | -                  | -                  |             | -           | -           | 29     | 18     |        |
| 2018-gen. 2019                | Čertanovo                     | PPF                           | 22         | 11         | CR              | 1               | 0               |                    | -                  | -                  |             | -           | -           | 23     | 11     |        |
| Totale Čertanovo              | Totale Čertanovo              | Totale Čertanovo              | 96         | 36         |                 | 8               | 1               |                    |                    |                    |             |             |             | 104    | 37     |        |
| gen.-giu. 2019                | Kryl'ja Sovetov Samara        | PL                            | 13         | 1          |                 | -               | -               |                    | -                  | -                  |             | -           | -           | 13     | 1      |        |
| 2019-2020                     | Kryl'ja Sovetov Samara        | PL                            | 27         | 0          |                 | -               | -               |                    | -                  | -                  |             | -           | -           | 27     | 0      |        |
| 2020-2021                     | Kryl'ja Sovetov Samara        | PFN Ligi                      | 37         | 10         | CR              | 5               | 1               |                    | -                  | -                  |             | -           | -           | 42     | 11     |        |
| 2021-2022                     | Kryl'ja Sovetov Samara        | PL                            | 30         | 4          | CR              | 2               | 0               |                    | -                  | -                  |             | -           | -           | 32     | 4      |        |
| Totale Kryl'ja Sovetov Samara | Totale Kryl'ja Sovetov Samara | Totale Kryl'ja Sovetov Samara | 107        | 15         |                 | 7               | 1               |                    |                    |                    |             |             |             | 114    | 16     |        |
| 2022-2023                     | Spartak Mosca                 | PL                            | 28         | 3          | CR              | 8               | 0               |                    | -                  | -                  | SR          | 1           | 0           | 36     | 3      |        |
| 2023-2024                     | Spartak Mosca                 | PL                            | 26         | 2          | CR              | 11              | 2               |                    | -                  | -                  |             | -           | -           | 37     | 4      |        |
| Totale Spartak Mosca          | Totale Spartak Mosca          | Totale Spartak Mosca          | 54         | 5          |                 | 19              | 2               |                    |                    |                    |             | 1           | 0           | 73     | 7      |        |
| 2024-2025                     | Kryl'ja Sovetov Samara        | PL                            | 10         | 0          | CR              | 6               | 0               |                    | -                  | -                  |             | -           | -           | 16     | 0      |        |
| Totale carriera               | Totale carriera               | Totale carriera               | 275        | 56         |                 | 40              | 4               |                    |                    |                    |             | 1           | 0           | 316    | 60     |        |

### Cronologia presenze e reti in nazionale
| Cronologia completa delle presenze e delle reti in nazionale ― Russia | Cronologia completa delle presenze e delle reti in nazionale ― Russia | Cronologia completa delle presenze e delle reti in nazionale ― Russia | Cronologia completa delle presenze e delle reti in nazionale ― Russia | Cronologia completa delle presenze e delle reti in nazionale ― Russia | Cronologia completa delle presenze e delle reti in nazionale ― Russia | Cronologia completa delle presenze e delle reti in nazionale ― Russia | Cronologia completa delle presenze e delle reti in nazionale ― Russia |
| Data                                                                  | Città                                                                 | In casa                                                               | Risultato                                                             | Ospiti                                                                | Competizione                                                          | Reti                                                                  | Note                                                                  |
| --------------------------------------------------------------------- | --------------------------------------------------------------------- | --------------------------------------------------------------------- | --------------------------------------------------------------------- | --------------------------------------------------------------------- | --------------------------------------------------------------------- | --------------------------------------------------------------------- | --------------------------------------------------------------------- |
| 23-3-2023                                                             | Teheran                                                               | Iran                                                                  | 1 – 1                                                                 | Russia                                                                | Amichevole                                                            | -                                                                     | 69’                                                                   |
| 26-3-2023                                                             | San Pietroburgo                                                       | Russia                                                                | 2 – 0                                                                 | Iraq                                                                  | Amichevole                                                            | -                                                                     | 71’                                                                   |
| 12-9-2023                                                             | Al Wakrah                                                             | Qatar                                                                 | 1 – 1                                                                 | Russia                                                                | Amichevole                                                            | -                                                                     | 46’                                                                   |
| 21-3-2024                                                             | Mosca                                                                 | Russia                                                                | 4 – 0                                                                 | Serbia                                                                | Amichevole                                                            | -                                                                     | 76’                                                                   |
| Totale                                                                |                                                                       | Presenze                                                              | 4                                                                     |                                                                       | Reti                                                                  | 0                                                                     |                                                                       |

## Palmarès

### Competizioni nazionali
- Pervenstvo Futbol'noj Nacional'noj Ligi: 1

Kryl'ja Sovetov Samara: 2020-2021